# Александрос Тзорвас
Александрос Тзорвас (грец. Αλέξανδρος Τζόρβας, 12 серпня 1982, Афіни, Греція) — грецький футболіст, воротар, виступав, зокрема за грецький клуб «Панатінаїкоса» та національну футбольну збірну Греції.

## Спортивна кар'єра
Александрос Тзорвас почав футбольну кар'єру почав у складі «Панатінаїкоса», вихованцем якого був юнаком. Однак вже 2001 року переданий на правах оренди клубу «Айос-Ніколаос» з однойменного грецького міста. У 2003 році також на правах оренди перейшов в «Маркопуло», аналогічно у 2004 році відправився до клубу «Трасівулос». 2005 року повернувся з оренди в «Панатінаїкос», проте в основний склад потрапити не зміг, тому в 2007 році перейшов в критський ОФІ, клуб другого грецького дивізіону Бета Етнікі. У складі тільки за сезон 2007—2008 зумів зарекомендувати себе як успішного гравця, тому незабаром отримав запрошення повернутись в «Панатінаїкос» та виклик до національної збірної. 
26 серпня 2011 укладає контракт з італійським клубом «Палермо». За рік він захищає вже кольори іншого італійського клубу «Дженоа».
З 2013 по 2014 захищає кольори грецької команди «Аполлон Смірніс». Завершив кар'єру в складі індійського клубу «Норт-Іст Юнайтед».
За національну футбольну збірну Греції до 21 року Александрос Тзорвас виступав з 2003 року, зігравши 1 матч. Вперше в національну збірну Греції викликаний тренером Отто Рехагелем 21 березня 2008 року як третій воротар на товариський матч проти збірної Португалії, що відбувся 26 березня 2008 року. Учасник чемпіонату Європи 2008 року та Чемпіонату світу 2010 року в ПАР. У кваліфікації до світової першості саме Александрос Тзорвас протистояв у матчі зі збірною України 18 листопада 2009 року.